# Édouard Tissot
Cet article concerne Dr Paul Edouard Tissot (1864-1939). Pour les autres significations, voir Édouard Tissot (homonymie).
Pour les articles homonymes, voir Tissot.
Paul-Édouard Tissot, connu sous le nom d'Édouard Tissot,  est un ingénieur et un banquier suisse, qui a joué un rôle déterminant dans l'électrification des Chemins de fer fédéraux suisses.

## Biographie
Il est né au Locle le 28 août 1864. Il est fils de Charles-Émile Tissot et de Françoise Sophie Amélie Tissot, née Favre.
Paul-Édouard Tissot, se détourne très tôt du monde horloger pour embrasser une carrière d'ingénieur en génie électrique,.
Après avoir obtenu son diplôme d'ingénieur en 1885 et son doctorat en 1890 à Zurich, Paul-Édouard épouse en 1894, Laure Alice Martin, fille de Louis Alexandre, négociant en vins avec laquelle il a 3 enfants.

## Début comme ingénieur

### Ingénieur à Genève
Après son doctorat en électricité à l'ETHZ, le Dr Paul-Édouard Tissot débute comme ingénieur à la Compagnie de l’industrie électrique (CIE), à Genève, qui fait suite à Cuénod, Sautter & Cie. Le Dr Tissot collabore avec René Thury, qui est lui-même en relation avec Thomas Edison pour implanter à Genève la société Edison. La CIE, qui a bâti sa renommée sur le transport de courant continu, produit et diffuse la technique du genevois René Thury jusqu'au début des années 1890, mais la firme genevoise manque ainsi la transition vers le système de courant alternatif triphasé.
Après avoir créé trois réseaux de distribution de courant continu dans la région de Gênes, la CIE équipe le train à crémaillère du Salève et le train Orbe-Chavornay du système Thury. Puis la CIE construit encore en 1897 une centrale électrique basée sur système du courant continu, pour les villes du Locle et de la Chaux-de-Fonds grâce au Dr Éd. Tissot ,. Lorsque la CIE se trouve confrontée à un problème en 1898 pour l'usine de Chèvres sur le Rhône, le Dr Éd. Tissot demande alors, comme directeur un délai de fabrication pour des génératrices de courant alternatif d'un type nouveau. Ayant débuté comme chercheur dans le domaine du transport de haute tension, il finit sous-directeur de la CIEM, future Société anonyme des ateliers de Sécheron (SAAS), qui sera fondée par la BBC en 1918 pour sauver "Sécheron".

### Ingénieur à Bâle
Pour concurrencer l'allemand AEG, qui a basé son trust Elektrobank (Electrowatt) à Zürich, le groupe Siemens fonde le 26 mars 1896 avec la Banque commerciale de Bâle son propre trust, la Société pour l'Industrie électrique (Indelec), qui engage le Dr Éd. Tissot comme conseiller technique, puis comme directeur.
Le 28 février 1898, les Chemins de fer fédéraux (CFF), sont créés dans un souci de standardisation et rachètent les compagnies ferroviaires cantonales, ce qui pousse le Dr Éd. Tissot à se réorienter dans la finance. Le 19 novembre 1899, Paul-Édouard prend la direction de la Banque d'électricité et de traction (SEVG), holding ferroviaire dépendante de l'UBS. En 1901, le Dr Éd. Tissot propose à l'association suisse des électriciens de créer une commission d'étude de la traction électrique dans le domaine ferroviaire. Il reprend les thèses du Pr. Walter Wyssling, qui craint un retard technologique de la Confédération.
De 1904 à 1917, le Dr Éd. Tissot fait partie du conseil d'administration de Aubert, Grenier & Cie (1902-1918), active dans les câbles électriques. Cette compagnie donnera naissance après son départ, à la Sté anonyme des Laminoirs et Câbleries de Dornach et Cossonay (1918-1923), puis aux Câbleries et Tréfileries de Cossonay (1724-1999),.

### Travail en France

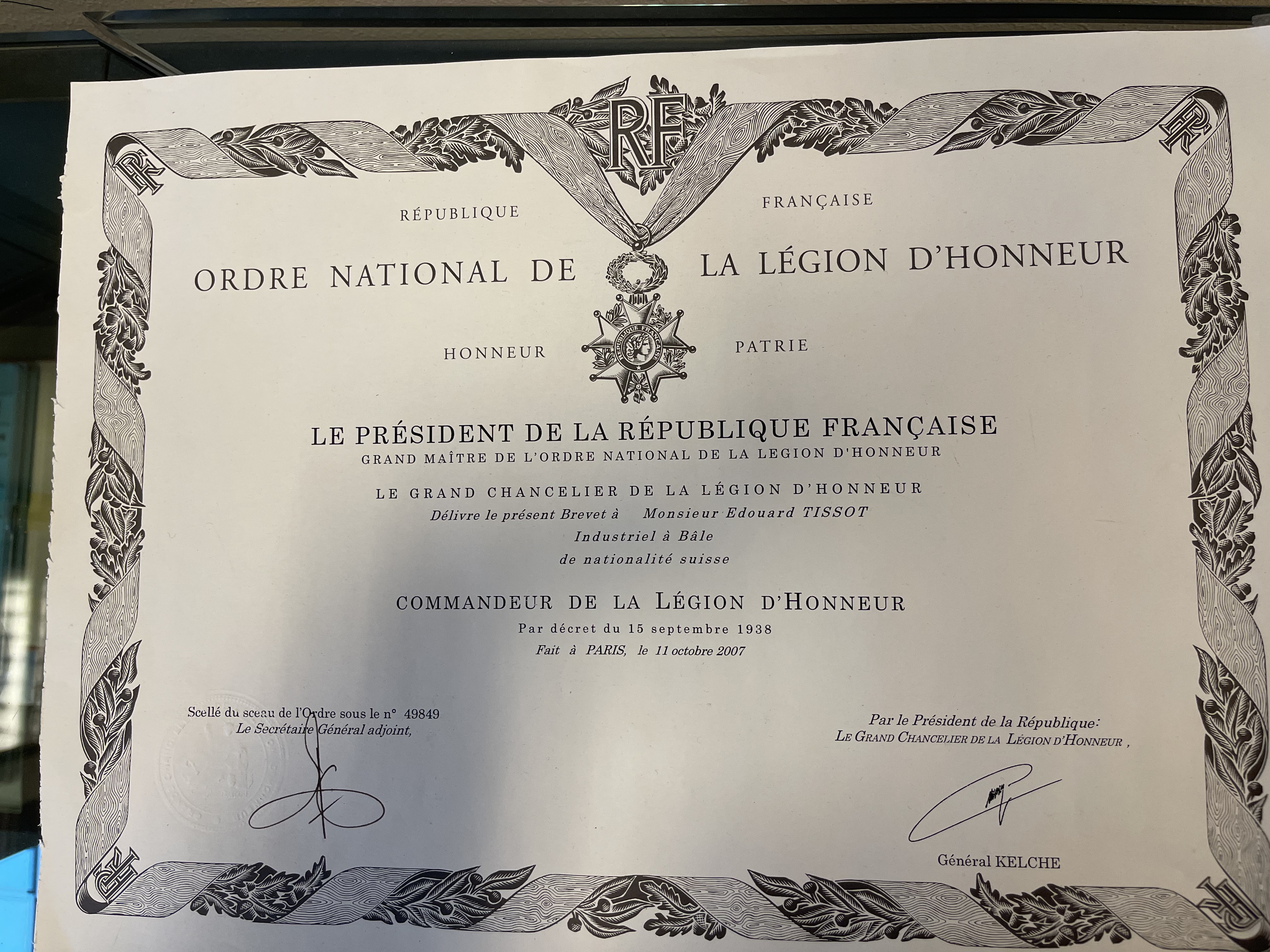
_{Commandeur de la légion d'honneur}

En 1898, la Société suisse d'électricité Alioth crée une filiale à Lyon, à partir des Chantiers de la Buire. En 1906, la Compagnie électrique de la Loire (CEL) et l'Énergie électrique du Centre (EEC) engagent L. Loucheur, L. Dubois et le Dr Ed. Tissot. En 1912, la CEL fusionne avec la Énergie électrique du Cher (EEC), fondée en 1905. L. Loucheur veut combiner l'hydraulique alpine avec celle du Massif central. En 1912 la CEL et l'EEC fusionnent dans la Compagnie électrique de la Loire et du Centre (CELC).
En 1907, le Dr Éd. Tissot quitte l'Indelec pour rejoindre le Bankverein et en 1908, conseille à la Banque Suisse des Chemins de Fer d'octroyer un prêt de 3 000 000 de FF à la CELC pour qu'elle puisse payer la Société d'électricité Alioth.

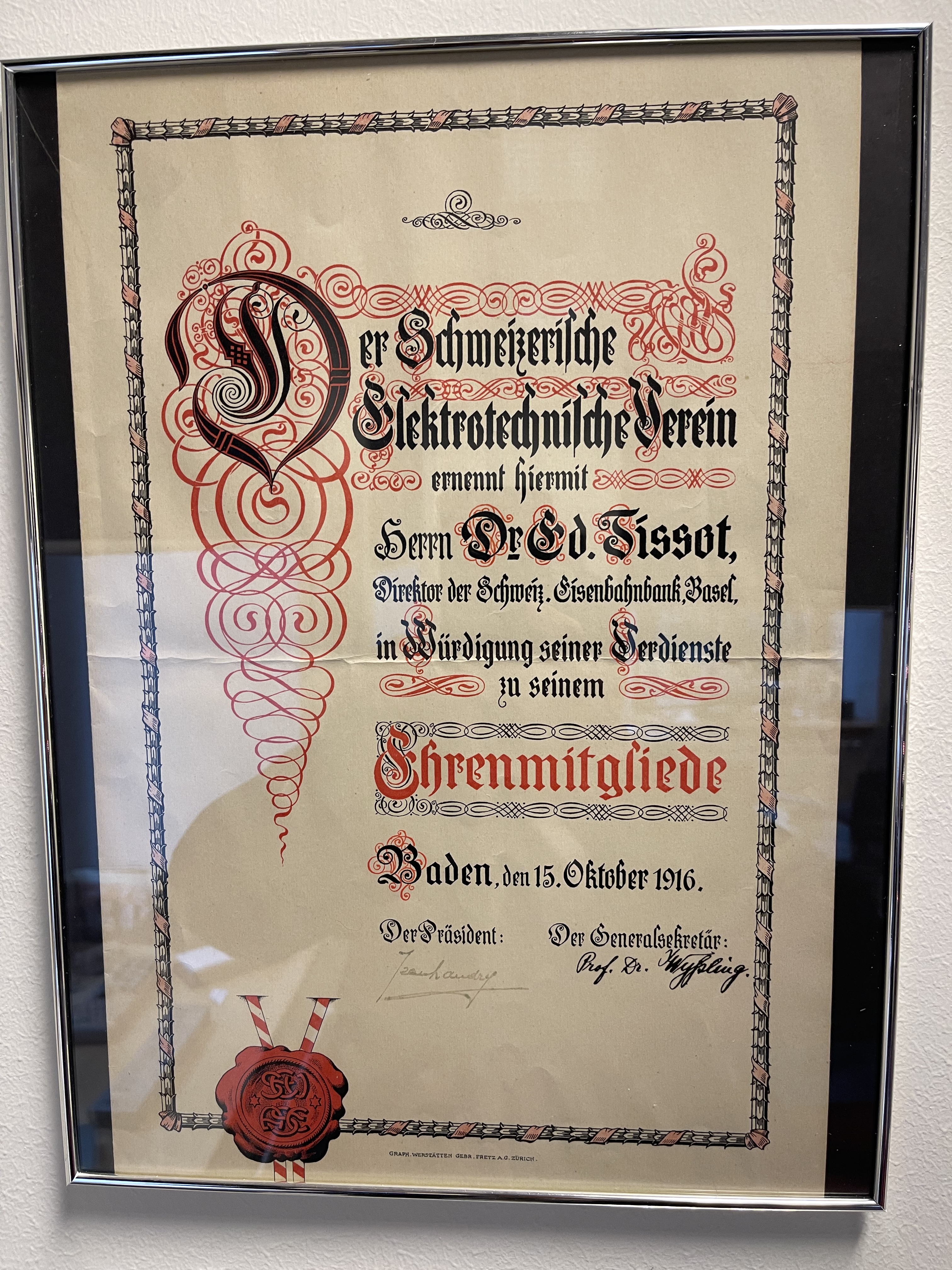
Diplôme de membre d'honneur de la Sté électrique suisse en 1916.

En 1911, il devient administrateur-délégué du conseil d'administration de la Banque suisse des chemins de fer,, qui succède à la SEVG. Le Dr Tissot présente à l'assemblée générale de l'Association suisse des Électriciens un intéressant rapport sur l'électrification du Gothard, qui résume les travaux de la Commission suisse d'études pour la traction électrique des chemins de fer.
En 1912, il est promu commandeur de la Légion d'honneur par la nation française en remerciement de ses travaux pour exploiter les forces hydro-électriques des Alpes, du Massif Central et des Pyrénées,.
En 1916, le Dr Éd. Tissot est nommé membre d'honneur de la Société suisse d'électricité. Les Chemins de fer fédéraux (CFF), créés le 28 février 1898, imposent dès 1916 le courant alternatif monophasé à 16 ⅔ hertz comme standard pour le ferroviaire.
Le Dr Éd. Tissot collabore à l'édification du barrage de barrage de Chancy-Pougny, construit sur le Rhône entre 1919 et 1925 pour fournir de l’électricité aux usines du Creusot. Ce barrage turbine depuis 1965 de l'électricité pour la région genevoise, en replacement des installations de Chèvres démantelées en 1943. Aujourd'hui le barrage de Verbois alimente en électricité le canton de Genève en remplacement de Chèvres et le barrage de Génissiat remplace celui de Chancy-Pougny pour alimenter en énergie le complexe du Creusot.
De 1919 à 1925, il préside l'’Association suisse des électriciens (ASE), association professionnelle crée le 7 juillet 1989 pour défendre auprès du Conseil Fédéral l'usage des courants forts face aux courant faibles. Les opérateurs de téléphone et de télégraphe craignaient alors les phénomènes d'induction et les horlogers craignaient les phénomènes de magnétisme provoqués tous deux par la haute tension. La guerre des courants entre Edison et Tesla a des répercussions en Suisse, jusqu'à la standardisation du courant alternatif 220 V.

## Entre milieux bancaires et horlogerie
Le Dr Paul-Édouard Tissot-Daguette (1864-1939) ne doit pas être confondu avec le colonel commandant de corps Édouard Tissot-Daguette (1881-1961), ni surtout avec l'avocat Édouard Tissot (1863-1946), président du Tribunal de district et président de la CSH entre 1923 et 1934.
De 1914 à 1939, Paul-Édouard Tissot fait partie du conseil d'administration de la Société de banque suisse (SBS),. Durant toute cette période, il sert également de conseiller financier à son frère Charles Tissot, horloger, ainsi qu'à son neveu Paul Tissot,. Car le Dr Édouard Tissot-Daguette est simultanément administrateur de la direction centrale de la SBS, de la manufacture familiale Tissot au Locle, de la Société anonyme de Câbleries et Tréfileries de Cossonay dans le canton de Vaud.
En 1929, le Dr Paul-Édouard Tissot devient vice-président de Schweizerische Elektrizitäts- und Verkehrs-Gesellschaft (Elektrowerte), soit la société suisse d'électricité et de traction dépendant de la SBS. Le Dr Tissot devient aussi membre du conseil d'administration du Wasserkraftwerk Laufenburg, soit la centrale électrique de Laufenburg, construite entre 1909 et 1914 en Argovie.[réf. nécessaire].

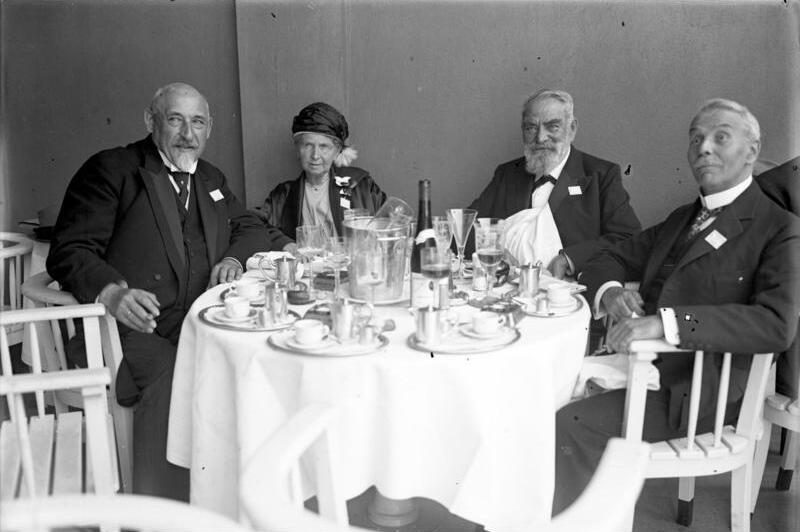
_{Comité exécutif de la 2e Conférence mondiale de l'énergie à Berlin en 1930. De gauche à droite : le président de la Conférence, le directeur général de Siemens Dr Ing Köttgen, Mme Exzellenz von Miller, le président d'honneur Exzellenz von Miller, fondateur du Deutsches Museum à Munich, le vice-président exécutif Dr Tissot.}

Comme membre du Comité de la Société de banque suisse,, le Dr É. Tissot préside, à Berlin en 1930, la deuxième Conférence mondiale de l'électricité, organisation internationale créée le 11 juillet 1924 par l'Anglais Dunlop.
De 1930 à 1937, il est vice-président du conseil d'administration de la Société suisse pour l'industrie horlogère (SSIH) et il contribue au succès des firmes Omega et Tissot par ses conseils et son appui financier. En effet, grâce à sa position centrale, le Dr P. Édouard Tissot, établit une connexion entre la holding Société Suisse d'Industrie Horlogère (SSIH), la firme Chs Tissot & fils et la Société de Banque Suisse (SBS).
En 1937, il fait encore partie de la commission fédérale de l'économie hydraulique dépendant du DETEC et joue un rôle de premier plan dans la mise en valeur de l'énergie électrique, soit en Suisse, soit en Italie, en Styrie, en Argentine, ou en France.
Paul-Édouard Tissot décède le 14 mai 1939 à bord du paquebot Asturias, en rentrant d’un voyage d’affaires en Argentine, à l'âge de 75 ans,.

## Distinctions
- Commandeur de la Légion d'honneur